# Старцев, Осип Дмитриевич
Осип Дмитриевич Старцев (? — после 1714 года) — один из крупнейших московских зодчих последней четверти XVII — первого десятилетия XVIII века, представитель «московского барокко».

## Биография
Осип Старцев происходил из семьи потомственных строителей. Отец О. Д. Старцева — Дмитрий Михайлович Старцев — был известным зодчим; в 1660—1670 годах под его руководством возводился крупнейший в то время административно-торговый центр — комплекс Гостиных дворов в Архангельске. В 1683 году он составил смету на постройку часового яруса Троицкой башни Московского Кремля. Осип Старцев под руководством отца прошел хорошую школу и приобрел ценные практические знания.

## Постройки
- 1676 год — первая известная работа: смета на покрытие черепицей палат Казённого двора в Московском Кремле.
- 1677—1678 годы — руководил ремонтом соборного храма Спаса Нерукотворного; вместе с отцом переделывает своды и лестницу в Посольском и Малороссийском приказах. За эти работы О. Д. Старцев дважды удостаивался царской награды «за то, что он у каменных дел цены сбавил».
- 1681 год — коренная перестройка Теремных церквей, в результате здание приобрело свой общеизвестный облик, сохранившийся до наших дней. Старцев руководил разборкой обветшалых дворцовых хозяйственных построек, кроме того, выигрывал подряд на строительство церкви Воскресения на Пресне (разобрана в 1730-е годы)
- 1683—1685 годы — руководил достройкой трапезной Симонова монастыря (начата в 1677 году Парфеном Потаповым; сохранилась до настоящего времени практически без изменений).
- 1690—1693 годы — под руководством О. Д. Старцева в Киеве возведены соборы Братского и Никольского монастырей (известен как Николаевский военный собор) по заказу гетмана Мазепы. Оба собора разрушены в 1930-е годы.
- 1693 год — направлен в Смоленск для выполнения «городового и церковного дела».
- 1693—1694 — участвовал в возведении Крутицкого теремка — парадных ворот подворья Крутицкого митрополита.
- конец 1690-х годов — перестройка палат, в которых размещались Посольский и Малороссийский приказ. С развитием международных связей с европейскими странами в эпоху Петра I потребовалось придать большую представительность главнейшим внешнеполитическим ведомствам страны. Двухэтажное здание было украшено открытой парадной лестницей, над карнизом второго этажа был возведен фронтон с изображением глобуса — символ активной вовлеченности России в орбиту мировых процессов. Здание разобрано в 1770-е годы.
- 1700 год — О. Д. Старцев участвует в возведении по указу Петра I памятных знаков на Красной площади.
- 1702—1709 годы — под руководством О. Д. Старцева проведена застройка Таганрога — первого южного морского порта России. К 1709 году были сооружены каменные Троицкий собор, ратуша, дворец Петра I, дом воеводы. Кроме того, было сооружено 206 каменных и 162 деревянных дома для работников администрации, церковных служащих, купцов, военнослужащих гарнизона и моряков, а также каменные склады. Приметами нового времени была прямизна улиц, просторность площадей, однотипность застройки, устройство необычного для Руси общественного пространства — бульвара, установка городских часов с боем, а также замощение спуска к гавани. Город, население которого к 1711 году достигло восьми тысяч, ввиду неудачного Прутского похода был разрушен к ноябрю 1712 года, так как территория была возвращена Турции.
- 1711 год — О. Д. Старцев работал простым подрядчиком на строительстве палат купца Шустова по проекту архитектора И. Устинова.
- 1712 год — дата завершения строительства одной из последних работ О. Д. Старцева, церкви Николы на Болвановке (сохранилась практически без изменений, в 1945 году был разобран шатёр колокольни, но вскоре восстановлен). Считается, что облик этой церкви передает жизненную позицию зодчего в конце жизни: большая часть творческих лет Осипа Старцева была связана с эпохой Петра I, он участвовал в самых передовых предприятиях самодержца, однако к концу жизни он утратил веру в реформы и построил храм в традиционном допетровском стиле — пятиглавый с шатровой колокольней.
- 1714 год — запрет каменного строительства по всей стране, кроме Санкт-Петербурга. О. Д. Старцев постригся в монахи и закончил жизнь в одном из московских монастырей.